# Bờ Ngoong
Bờ Ngoong là một xã thuộc tỉnh Gia Lai, Việt Nam.
Xã Bờ Ngoong có diện tích 38,39 km², dân số năm 2005 là 5.451 người, mật độ dân số đạt 142 người/km².